# تشارلي وايك
تشارلي توماس وايك هو لاعب كرة قدم في الدوري الإنجليزية يلعب كمهاجم لنادي ويجان أثلتيك.